# Tisserantiella
Tisserantiella là một chi rêu trong họ Rhachitheciaceae.